# Magnesio-foitite
La magnesio-foitite è un minerale appartenente al supergruppo della tormalina. Fino al 2011 il minerale era conosciuto come magnesiofoitite.

## Etimologia
Il nome deriva dalla composizione chimica: è una foitite ricca di magnesio